# Indapamid
Az indapamid (INN: indapamide) egy indolgyűrűt tartalmazó szulfonamid-származék, melyet a Servier cég fejlesztett ki, kongesztív szívelégtelenség által okozott magas vérnyomás és ödéma kezelésére. 
A VIII. Magyar Gyógyszerkönyvben  Indapamidum    néven hivatalos.  

## Hatás
A tiazid vizelethajtó gyógyszerekkel farmakológiailag rokon vegyület – a nátrium reabszorpció gátlása révén, a vesekéreg dilúciós szegmentumában hat.
Fokozza a nátrium és a klór vizelettel történő kiválasztását, kisebb mértékben a kálium és magnézium kiválasztását is, növelve ezzel a vizelet mennyiségét, és ezáltal antihipertenziv hatást vált ki.
Az indapamid antihypertensiv aktivitása összefügg az artériás compliance javulásával és az arteriolaris és perifériás rezisztencia csökkenésével. Az indapamid csökkenti a balkamra-hypertrophiát.
Vizsgálatok igazolták, hogy az indapamid nem befolyásolja a lipid-anyagcserét: trigliceridek, LDL- és HDL-koleszterin szintjét; és nem befolyásolja a szénhidrát-anyagcserét még diabéteszes hypertoniás betegekben sem.

## Javallat
Essentialis hypertonia.

## Ellenjavallat
- szulfonamidok iránti túlérzékenység
- súlyos veseelégtelenség
- hepatikus encephalopathia
- májfunkció súlyos romlása
- hypokalaemia
- dializált betegeknek
- szívelégtelenség dekompenzált stádiumában

## Mellékhatások
- orthostaticus hypotonia
- fáradtságérzés
- hypokalaemia (alacsony káliumszint)
- hypovolaemiás hyponatraemia
- szérum húgysav és szérum glucose emelkedik
- vérképzőrendszeri tünetek
- hepaticus encephalopathia
- hypersensitivitási reakciók